# Rafael Casero Moreno
Rafael Casero (València, 9 d'octubre del 1976) va ser un ciclista valencià, que fou professional entre 2000 i 2006. Durant la seva carrera aconseguí el 2n lloc en el Campionat d'Espanya en ruta.
El seu germà gran Ángel també fou ciclista professional, guanyador de la Volta a Espanya.

## Palmarès
- 2003
  - Vencedor d'una etapa a la Volta a la Comunitat Valenciana[1]

### Resultats a la Volta a Espanya
- 2000. 119è de la classificació general.
- 2001. 123è de la classificació general.
- 2002. 40è de la classificació general.
- 2003. 86è de la classificació general.
- 2004. 75è de la classificació general.
- 2005. 81è de la classificació general.